# 第730戦闘飛行隊 (デンマーク空軍)
第730戦闘飛行隊（だい730せんとうひこうたい、英: Fighter Squadron 730）は、デンマーク空軍スクリュズストロプ戦闘航空団隷下の戦闘機部隊。スクリュズストロプ空軍基地に所在し、戦闘機にF-16AM/BMを運用する。

## 概要
1954年1月1日にカーロプ空軍基地で第730飛行隊（Eskadrille 730）として編成され、同年9月にリパブリックF-84Gを受領し、スクリュズストロプ空軍基地に移駐した。1961年にノースアメリカンF-100Dへ機種転換し、デンマーク空軍最初のF-100飛行隊となった。1981年からジェネラル・ダイナミクスF-16AM/BMの配備が開始され、北大西洋条約機構（NATO）から高度即応部隊（High Readiness Force:HRF）として指定された最初のデンマーク空軍飛行隊となった。
2006年1月1日に部隊改編に伴い、第730戦闘飛行隊へ名称が変更された。

## 歴代運用機
- 戦闘機
  - F-84G（1952年 - 1959年）
  - F-100D（1961年 - 1982年）
  - F-16AM/BM（1981年 - ）